# آبرام ایوف
آبرام ایوف (روسی: Абра́м Фёдорович Ио́ффе؛ زاده ۲۹ اکتبر ۱۸۸۰ – درگذشته ۱۴ اکتبر ۱۹۶۰) یک فیزیک‌دان اهل روسیه بود.